# Manuel Antonio Bandini
Manuel Antonio Bandini Mazuelos (Lima, 18 de junio de 1814-ib., 11 de abril de 1898) fue un sacerdote y político peruano. Fue obispo titular de Antipatris, obispo auxiliar de Lima, y finalmente, el 24.º Arzobispo de Lima (1889-1898). Le correspondió  emprender la reconstrucción de la iglesia peruana tras la guerra del Pacífico. Como político, fue diputado suplente por Chancay, así como convencional o diputado constituyente de 1855 a 1857, destacándose por defender los fueros de la Iglesia Católica ante la arremetida liberal de dicha época.

## Biografía

### Nacimiento y formación
Era hijo del marino gaditano José Bandini y de la arequipeña Manuela Mazuelos y Capaz. Su padre fue comandante de la fragata española Reina de los Andes.
Inició sus estudios en el Seminario de Santo Toribio, pero en 1836 pasó al Convictorio de San Carlos, donde destacó en los estudios literarios, a tal punto que dio un acto de Filosofía en 1838 y mereció la medalla de oro otorgada por el Congreso. En 1842 se recibió como maestro y se graduó al mismo tiempo de bachiller, licenciado y doctor en Teología.

### Sacerdocio
En ese mismo año de 1842, y en cuatro días sucesivos, recibió las órdenes sagradas de manos del arzobispo de Lima Francisco de Sales Arrieta, en la iglesia El Sagrario. Pasó enseguida a desempeñar un cargo en la secretaría arzobispal. Bajo el arzobispado de Francisco Javier de Luna Pizarro pasó a ser cura interino de Huaura. En 1845 obtuvo por concurso la parroquia de San Lorenzo de Quinti, y años después, en 1852, la parroquia de Sayán. En ambos casos fue vicario foráneo.
Habiéndose ganado el aprecio de sus feligreses, decidió incursionar en política. En 1847 fue elegido diputado suplente por la provincia de Chancay, por lo que concurrió a las legislaturas de 1851 y 1852. También como diputado suplente concurrió a la Convención Nacional (1855-1857). Como representante parlamentario defendió el fuero eclesiástico y los derechos y libertades de la Iglesia, enfrentando la preponderancia del liberalismo durante la dación de la Constitución Política de 1856. Llegó incluso a objetar el proyecto de José Gálvez Egúsquiza para prohibir el retorno de los jesuitas al Perú.
En 1856 obtuvo por concurso la canonjía magistral del coro metropolitano. Fue nombrado provisor y juez de diezmos por el arzobispo José Manuel Pasquel, y cuando este prelado falleció, el vicario capitular Lucas Pellicer lo nombró secretario de cámara y gobierno.
En 1861 fue promovido a maestrescuela del coro metropolitano. En 1864 el arzobispo José Sebastián de Goyeneche y Barreda lo nombró rector del Seminario de Santo Toribio, en reemplazo de Juan Ambrosio Huerta. Se mantuvo en el rectorado hasta 1868, cuando renunció alegando falta de salud. En 1865, el gobierno de Juan Antonio Pezet lo propuso para el vacante obispado de Puno, pero declinó tal honor.
En el coro metropolitano fue promovido a las dignidades de chantre y arcediano. Fue nuevamente propuesto en una terna de candidatos episcopales, esta vez para el vacante obispado de Ayacucho, pero igualmente renunció a ella.

### Obispo titular de Antipatris y auxiliar de Lima

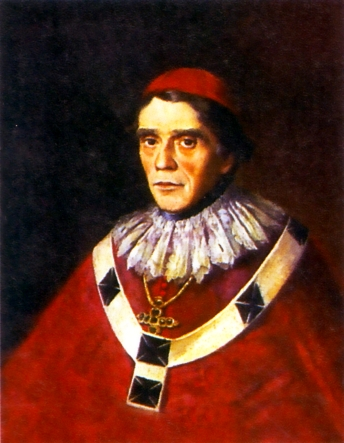
Retrato del arzobispo Francisco Orueta y Castrillon, bajo cuyo gobierno Bandini fue vicario general y gobernador eclesiástico del arzobispado.

En 1879, bajo el gobierno de Mariano Ignacio Prado y a solicitud del arzobispo de Lima Francisco Orueta y Castrillón, fue presentado para ser obispo titular de Antipatris y obispo auxiliar de Lima. El nuncio, monseñor Mocceni, apoyó la demanda, de modo que en 1880 recibió Bandini la consagración episcopal.
Bajo la dictadura de Nicolás de Piérola fue propuesto para el obispado de Cuzco pero declinó tal honor. El ya anciano arzobispo Orueta, en medio de la  guerra con Chile, decidió compartir con él cargos en el arzobispado. Primero lo nombró visitador de la arquidiócesis, labor a la que Bandini se volcó con entusiasmo. Luego lo nombró gobernador eclesiástico. Durante su periodo regularizó el estado económico de los monasterios de monjas. También fue elevado a deán del coro metropolitano en 1883.
Tras el fallecimiento del arzobispo Orueta, el 25 de agosto de 1886, Bandini pasó a ser vicario capitular de la sede vacante del arzobispado. Se preocupó entonces por restablecer la disciplina de los conventos y estableció los ejercicios espirituales para el clero.

### Arzobispo de Lima

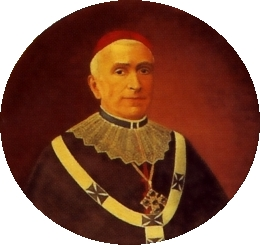
Retrato de monseñor Manuel Antonio Bandini que se halla en la galería de retratos de arzobispos de la Catedral de Lima.

En 1887, bajo el primer gobierno de Andrés A. Cáceres, el Congreso propuso a Bandini como arzobispo de Lima. Fue finalmente preconizado el 27 de mayo de 1889 por el papa León XIII. Tomó posesión oficial de su silla el 11 de agosto de ese mismo año.
La iglesia peruana se hallaba entonces empobrecida, debido al saqueo y destrucción ocasionados por los invasores chilenos. La catedral y el palacio arzobispal necesitaban de una reconstrucción total y el seminario se hallaba en decadencia. Pero Bandini se sobrepuso a todo y continuó la labor de recuperación material, en el marco de la Reconstrucción Nacional impulsada desde el gobierno. Se intensificó asimismo la labor social de la iglesia.
Para contrarrestar los avances del radicalismo y el anticlericalismo, Bandini se propuso publicar un periódico católico, lo que tras su muerte se cristalizó con la fundación de El Bien Social (1898).
En sus últimos años le tocó ser testigo de la guerra civil de 1894-95, en cuya fase final intervino como mediador el nuncio apostólico monseñor José Macchi, en su calidad de decano del cuerpo diplomático. El 11 de abril de 1898, a las 11 y 30 de la mañana, falleció a la edad de 83 años.